# 能動的三分間
「能動的三分間」（のうどうてきさんぷんかん）は、日本のバンド・東京事変による楽曲。2009年12月2日にEMIミュージック・ジャパンより発売された6枚目のシングルの表題曲として発表された。

## 解説
「能動的三分間」は、東京事変の4作目のスタジオ・アルバム『スポーツ』からの先行シングルとして発表された。バンドとしては椎名のソロ活動を挟んで約2年ぶりのリリースとなる。
表題曲「能動的三分間」は、バンドのボーカリスト・椎名林檎がイメージ・キャラクターに起用され、テレビCMにも出演した江崎グリコ「ウォータリングキスミント」のCMソングとして使用されている。この楽曲のシングル化の経緯について、椎名は単純にこの楽曲がタイアップ曲に選ばれたためだと語っている。
2007年のアルバム『娯楽 (バラエティ)』では椎名は作詞と歌唱に専念していたため、2006年の『大人 (アダルト)』以来3年ぶりに椎名がバンドの作曲クレジットに名を連ねた楽曲となっている。リリースが『娯楽 (バラエティ)』から約2年の期間が空いたことについて椎名は、"本当はすぐに詰めていきたかったのですが、私がソロ10周年という、これまでの音楽活動を振り返らなければならない時期を迎えたこともあって。期間が開くな、もうちょっと劇的な成長を聴いてもらいたいと思うようになったんです。事変については特に勉強したいことが増えたので、一年間ほどお休みをいただきたいと申し出たんです。その結果、リリースまでに倍ぐらいの期間が空いてしまったという感じです。"と述べた。

## 制作の背景
表題曲「能動的三分間」は、主に打ち込みのグルーヴによって生み出されるファンクやヒップホップにも通じるダンサブルなサウンドが特徴の音楽ジャンル・ニュージャックスウィングの楽曲を楽器で生演奏したらどうなるかということにバンドで挑戦した楽曲。
「"ポップスのヒットチューンは三分"という黄金律で東京事変が曲を作ればこんなに格好よくなり、しかも売れる」というユーモアをまじえたコンセプトに基づき、楽曲制作はまず収録時間を3分間に決めることから始めた。BPMは椎名がいつも最初のセッティングをそうしてしまうという癖から120に決まり、「BPM=120というテンポなら1小節2秒×90小節演奏するとちょうど3分間になる」という計算で作られた。収録時間やBPM以外にもテーマの多い曲で、他にも「16分音符がシャッフルしていると速く、あるいは躍動して聴こえるか」「ムーンウォークの練習をするための曲」などの理屈が椎名の頭にはあった。ムーンウォークのきっかけは、楽曲制作当時に亡くなったマイケル・ジャクソンの映像を見たこと。椎名はニュージャックスウィングのスタイルを確立したテディ・ライリーのファンで、彼がプロデュースしたマイケルの『デンジャラス』もリアルタイムで聴いていたが、パフォーマンスの方はあまり見ていなかった。そこで改めて映像を見直したところ、バンド内でブームとなった。
作詞・作曲はバンドのボーカリストである椎名林檎が手掛け、編曲・プロデュースをバンドメンバー全員で行っている。歌詞は英語詞と日本語詞が入り混じる構成となっている。
曲のサビ部分ではバンドメンバーの浮雲と伊澤一葉によりコーラスが歌われている。もともとコーラスとシンセサイザーありきの曲で、椎名のデモ段階から決まり事として入れられていた。女声側としてはキーをあと4つほど高くしたかったが、浮雲の声のスイートスポットにキー設定を合わせている。また前作まではピアノに拘っていた伊澤がシンセサイザーを弾いている。
椎名の中ではバンドが次のステップに進むための練習曲のような意味合いがあり、自身を除く4人に演奏する際に出して欲しいノリ を体得してもらうために作った曲。そのノリについてはなかなか全員での共通認識を持ってもらえず、これは生でやるから意味があるのであってそのノリを体現できないなら今録音する必要はないということを「それが出来ないんだったら全部打ち込みにするよ」と口にするほどの勢いで伝えた。もしCMタイアップが決まっていなければ先送りされただろうとも椎名は語っている。
レコーディング前に腱鞘炎を悪化させてしまったベーシストの亀田誠治は、それまでの120%、200%の力を込めて弾くやり方を改め、80%の力の入れ具合をキープして弾く新しい演奏方法を試している。
カップリング曲の「我慢」は作詞を椎名、作曲を伊澤が手掛けている。伊澤曰く「反射神経で書いた曲」で、歌詞が関西弁なのは椎名の関西弁が聞きたいという伊澤からのリクエストによるもの。

## チャート成績と認定
日本レコード協会による公式DLチャートRIAJ有料音楽配信チャートでは最高位7位を記録しており、Japan Hot 100並びに日本のCDシングルチャートでもバンド初となるシングルチャート首位を獲得した。なお、2009年にオリコンシングルチャートで1位を獲得した日本のバンドのシングルはこれが唯一。「能動的三分間」は2009年11月24日付の日本レコード協会による着うたフルのダウンロード数を集計したRIAJ有料音楽配信チャートにて、18位でチャート・デビューしている。チャート2週目となる2009年12月1日付のチャートでは、この楽曲は前週よりランクを11上げ一気に7位までジャンプアップした。フィジカルでは日本で発売1週目に45,000枚を売り上げ、オリコン週間CDシングルチャートで1位を獲得している。シングルチャートにおける1位獲得はバンド史上初で、トップ5入りは通算6曲目となった。Japan Hot 100には、「能動的三分間」は2009年11月30日付のチャートでエアプレイポイントのみで27位に初登場した。チャートイン2週目となる2009年12月7日付のチャートでは、3ランクを上げ24位まで上昇した。セールスポイントが加算されたチャートイン3週目の2009年12月14日付のチャートでは一気に1位までジャンプアップ、Japan Hot 100での1位獲得はバンドにとって初の出来事となった。更にこの週、楽曲はJapan Hot 100以外にもJapan Hot 100 Airplay、Japan Hot Singles Sales、Japan Adult Contemporary Airplayといったビルボード・チャート全ての主要シングルチャートでも同時1位獲得を果たしている。台湾のG-Music J-Popチャートには、2009年第49週付のチャートにて16位でチャート・デビューしている。
| チャート（2009年）                               | 最高 順位 |
| ------------------------------------------------ | --------- |
| 日本・RIAJ有料音楽配信チャート                   | 7         |
| 日本・オリコンCDシングル・チャート               | 1         |
| 日本・Billboard Japan Hot 100                    | 1         |
| 日本・Billboard Japan Adult Contemporary Airplay | 1         |

### ゴールド等認定
| 国、地域 | 認定                       |
| -------- | -------------------------- |
| 日本     | ゴールド（着うたフル）     |
| 日本     | ゴールド（PCダウンロード） |

## ミュージック・ビデオ
「能動的三分間」のミュージック・ビデオは、児玉裕一が監督を務めている。児玉はミュージック・ビデオとともに、椎名が出演したガムのコマーシャルにおいても演出を務めている。ミュージック・ビデオは、2009年11月17日に東京事変の公式サイトにて先行公開された。
ビデオは曲のタイトルにもなっている"3分間"がフィーチャーされている。映像は、椎名を中心に姿をそのままに周りの風景や人物のみが変化し切り替わるという構成による映像手法がとられており、ビデオ中ではボーカルの椎名とバンドメンバーのギタリスト浮雲、キーボーディスト伊澤一葉、ベーシスト亀田誠治、ドラマー刄田綴色がそれぞれ2人ずつで、異なる空間においてスタンドマイクで歌う椎名と共に自らのバンドにおける担当楽器を演奏する場面も登場する。ビデオでは、椎名が歌う楽曲歌詞の英語詞に対して日本語訳詞もあてられている。このビデオは椎名が出演したテレビ・コマーシャルとも関連性を持っており、コマーシャル内で椎名が披露したマイケル・ジャクソンのパフォーマンスとしても著名なムーンウォークがビデオ内でも披露されている。このムーンウォークはコマーシャルの撮影においてコマーシャル監督が椎名に「何かインパクトのある面白いポーズがないか」と提案したのを受け椎名が発案し、採用されたもので、このパフォーマンスがビデオにも転用されている。ビデオ内では、椎名のほかにもバンドメンバー全員がムーンウォークを行っている。

## 収録曲
| 全作詞: 椎名林檎、全編曲: 東京事変。 |                  |           |          |      |
| #                                    | タイトル         | 作詞      | 作曲     | 時間 |
| 1.                                   | 「能動的三分間」 | 椎名林檎  | 椎名林檎 | 3:00 |
| 2.                                   | 「我慢」         | 椎名林檎  | 伊澤一葉 | 3:33 |
| 合計時間:                            | 合計時間:        | 合計時間: | 6:33     |      |

| #  | タイトル         | 作詞 | 作曲・編曲 | 時間 |
| -- | ---------------- | ---- | ---------- | ---- |
| 1. | 「能動的三分間」 |      |            | 3:00 |

### 楽曲クレジット
- レコーディング&ミキシング：井上雨迩
- マスタリング：宮本茂男
- ボーカル：椎名林檎
- キーボード：伊澤一葉
- ギター：浮雲
- ベース：亀田誠治
- ドラムス：刄田綴色

## 批評家の反応
この楽曲は多くの批評家から、概ね肯定的な反応を得ている。Hot Expressの武川春奈は、"聴き手を良い意味で裏切ってくれた"と語った。更に"ここまで直感的、本能的な音楽を届けてくるとは思わなかったし、それによって事変ファン以外でも耳にしやすくなった気がする。"とコメントしている。リッスン・ジャパンの批評家の青雪吉木は楽曲の音楽性について"音も官能的かつストイックなアーバン･ファンク･チューン"とコメントした。更に2007年発表の前作『娯楽（バラエティ）』とも対比し、"『娯楽（バラエティ）』では作詞と歌唱に徹していた椎名林檎が作曲にも復帰し、そうしたシステムに乗らずとも東京事変において自らを相対化できると証明するような高品位サウンドだ。"と語った。続けて、"『三文ゴシップ』に通じる解放的かつ意味深なヴォーカルを聴かせるばかりか、この曲をバックに自ら出演したCMでムーンウォークをキメ、先鋭的ながら文字通り三分間ポップスとして成立させる椎名林檎の才覚もまた確かだ。"と批評した。『WHAT's IN?』の批評家柳沢幹夫は楽曲を"清艶ファンク"と表現した。更に音楽性については"ソリッドなギターとスムースに絡み合うコーラスが、聴く者を静かに覚醒する。"と続け批評した。『ロッキング・オン』の小池宏和は楽曲の音楽性について"曲の展開やコーラスの重ね方など、わざとらしいぐらいに型に嵌っていて、その中に込められた歌詞は《三分間でさようならはじめまして》や《格付（ランキング）のイノチは短い》といったポップ・ソングの刹那と永遠性を歌い込んだものだ"とコメントの上批評した。更に彼はこれらについて「確信犯」だと言い切っている。
この楽曲は1970年代から80年代のソウルミュージックとR&Bのフレーヴァーを持つファンク・ソングであると複数の批評家により指摘されている。一方『MUSICA』は楽曲をオルタナティヴ・ロックに分類している。『CDジャーナル』は"まるでスライ・ストーン、カーティス・メイフィールドのような、70年代のソウルのギラギラ感とモコモコとしたファンクネスを足した"楽曲だと指摘し、『ロッキング・オン』は「能動的三分間」はソウルフルで1980年代のフレーヴァーを持つダンサブル・ポップスだと表現している。更に同誌電子版によれば、楽曲の収録時間は楽曲タイトルやシングルのアートワークで表現されているとおりに3分00秒丁度となっている。

## ライブ・パフォーマンス
東京事変は『ミュージックステーション』と『COUNT DOWN TV』でも「能動的三分間」のライブ・パフォーマンスを行っている。2009年11月27日放送の『ミュージックステーション』にて、「能動的三分間」はバンドによってライブ・パフォーマンスされている。番組内では複数の黒色の大きなデジタル時計を背景にしたセットの中で、デジタル時計によって楽曲タイトルと同じ"3分間"がカウントされていくという演出が施され、バンドによるパフォーマンスも3分間丁度で行われた。バンドが同番組へ出演、パフォーマンスを行ったのは、2007年の「閃光少女」以来約2年ぶりとなった。更にバンドは2009年12月6日放送の『COUNT DOWN TV』でもライブ・パフォーマンスを行った。『COUNT DOWN TV』でのパフォーマンスでは『ミュージックステーション』の時と類似した演出が行われ、『ミュージック』の時同様バンドはデジタル時計を背景にしたセットの中で楽曲が歌われている。東京事変は、12月30日に開催されるCOUNTDOWN JAPANにおいても楽曲をパフォーマンスしている。
以降のライブにおいても同様の演出のもとでパフォーマンスを行っている。この場合、直前の曲のラストで「-3:00:00」等とデジタル時計のように表示され、本曲の演奏を予告する場合が多い。

## リリース日程
「能動的三分間」はシングルとして2009年11月17日にデジタル・ダウンロードでリリースされたのを皮切りに、2009年12月2日には日本で12cmシングルとしても発売されている。iTunes Storeには、日本でのフィジカル・リリース日と同日となる2009年12月2日にリスト入りしている。
| 国/地域  | リリース日     | 規格                   |
| -------- | -------------- | ---------------------- |
| 日本     | 2009年11月17日 | デジタル・ダウンロード |
| 日本     | 2009年12月2日  | シングル               |
| 大韓民国 | 2009年12月3日  | シングル               |
| 台湾     | 2009年12月4日  | シングル               |